# Beckers Bester
Die Beckers Bester GmbH (Eigenschreibweise: beckers bester) ist ein mittelständischer Fruchtsafthersteller mit Sitz im Ortsteil Lütgenrode von Nörten-Hardenberg. Das Unternehmen befindet sich in vierter Generation im Familienbesitz. Mit einem Ausstoß von 46 Mio. Litern im Jahr gehört das Unternehmen zu den zehn größten Fruchtsaftproduzenten in Deutschland. beckers bester ist zugleich ein Markenname.

## Geschichte

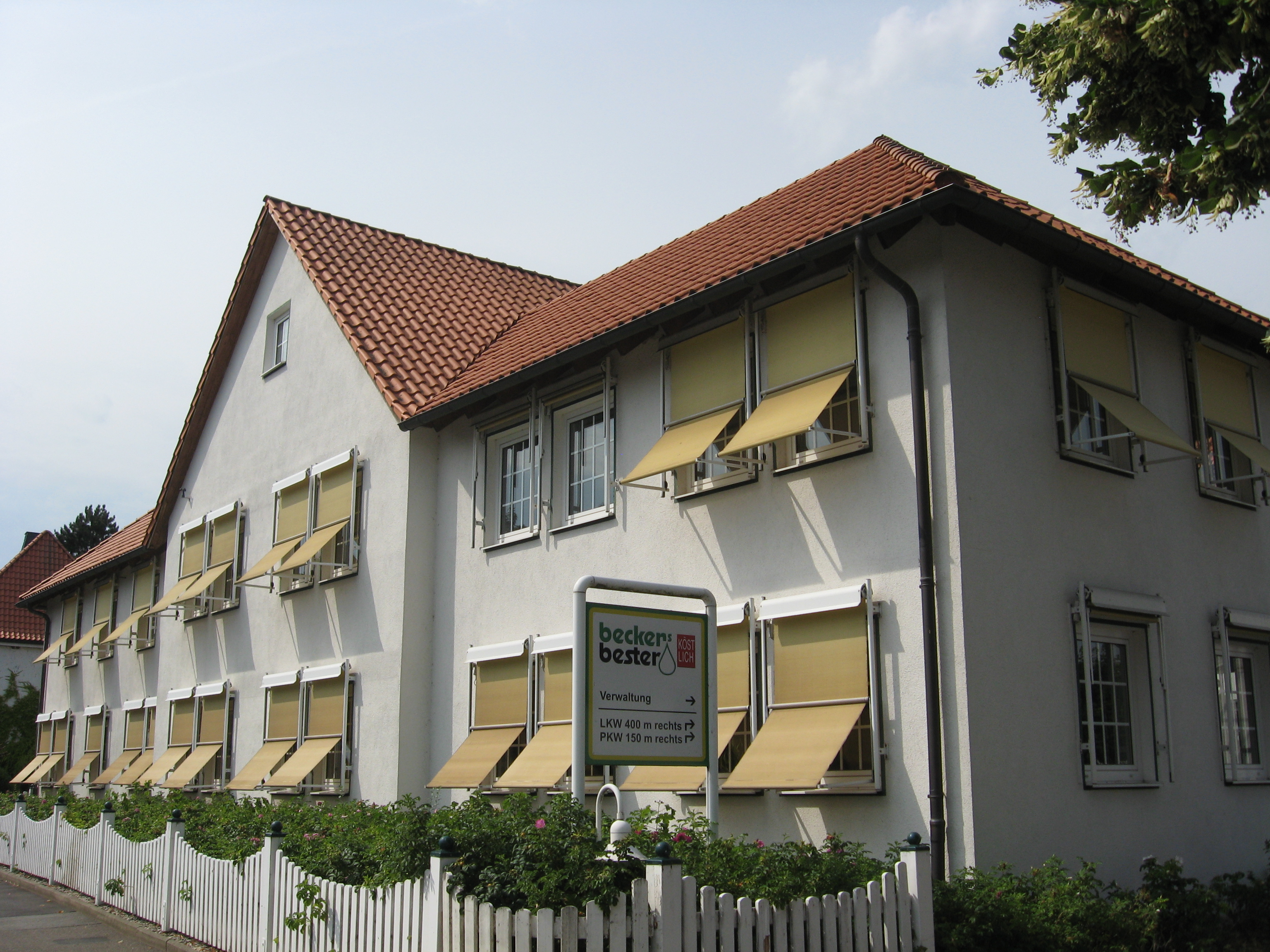
Verwaltung in Lütgenrode

Der Familienbetrieb wurde 1932 von Bertha Becker, geborene Isermann, gegründet. Bertha Becker besaß Ende der 1920er-Jahre ein Stück Land mit Apfelbäumen in Duderstadt. Die Ernte verarbeitete sie in Göttingen bei einem Hausfrauenverein, bis sie Anfang der 1930er-Jahre in erste Anlagen wie „Mostmax“ und „Baumannsche Glocke“ investierte. Die Fruchtsafttechnik befand sich zu dieser Zeit noch in den Kinderschuhen. 1932 löste dieser Nebenerwerb den landwirtschaftlichen Hof in Lütgenrode ab. Sie und ihr Mann Ernst Becker konzentrierten sich ausschließlich auf die Herstellung von Fruchtsäften.
Nach dem Zweiten Weltkrieg übernahm ihr Sohn Ernst Becker die Kelterei. Er investierte weiter in Fruchtsafttechnik und vergrößerte den Betrieb.
Mitte der 1970er-Jahre traten seine Söhne Ernst und Karl-Otto Becker die Nachfolge an. Die Söhne investierten weiter in den Betrieb und in die Marke „beckers bester,“ die sich im Zuge der positiven Mehrwegentwicklung bei Säften sowie aufgrund des anhaltenden Trends zur gesundheitsbewussten Ernährung zu einer überregionalen Marke entwickelte. Die Eislebener Fruchtsaft GmbH & Co. KG wurde 1991 als Tochterunternehmen in Eisleben gegründet.
Seit 2010 wird das Unternehmen von Sebastian Koeppel, dem Urenkel von Bertha Becker, geführt. 2014 erfolgte der Verkauf des Tochterunternehmens Eislebener Fruchtsaft GmbH & Co. KG.
Seine Nachfolge in der Geschäftsführung trat ab 1. März 2023 Frank Scheidemann an.

## Produkte

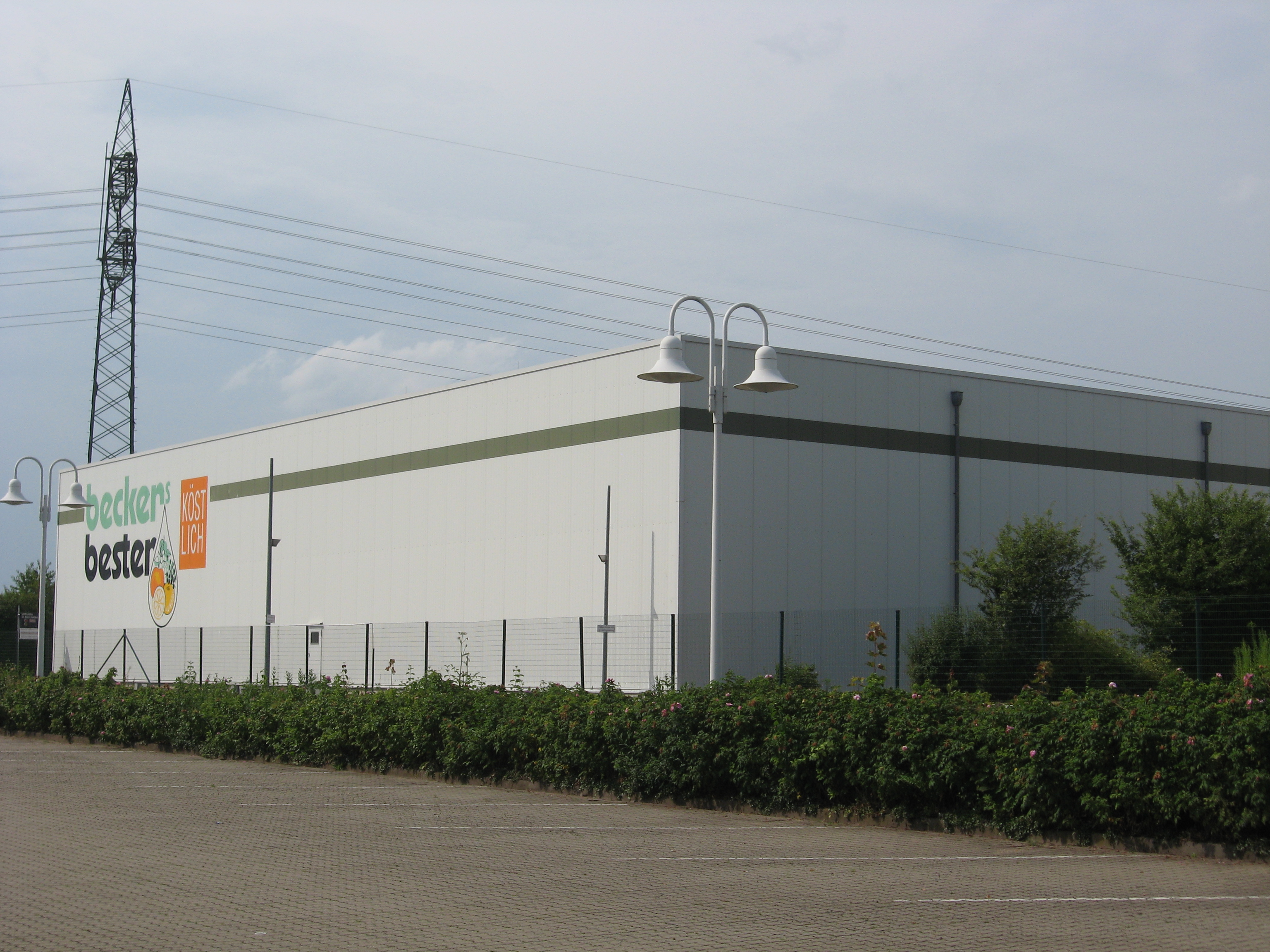
beckers bester

Die Firma stellt neben Fruchtsäften und Nektaren auch fruchtsafthaltige Getränke in Mehr- und Einwegverpackungen her. Dabei umfasst das Sortiment verschiedene Monoprodukte wie Apfel,- Trauben- und Orangensaft, Cranberry-, Rhabarber- und Johannisbeernektar sowie verschiedene Mischprodukte (Multivitaminsaft, Apfel-Johannisbeere). Auch exotische Geschmacksrichtungen wie Ananas, Banane, Grapefruit oder Maracuja werden angeboten. Darüber hinaus hat das Unternehmen die sogenannte „Die Schor!e“ im Sortiment. Im Herbst 2019 brachte das Unternehmen eine Herbst/Winter Edition heraus.

## Preise und Auszeichnungen (Auswahl)
Die Produkte wurden mit mehreren Preisen und Auszeichnungen versehen, so wurde der Familienbetrieb u. a. von der DLG 60 Mal mit Gold, 100 Mal mit Silber und 60 Mal mit Bronze ausgezeichnet.
- 2016 erhielt die Firma zum sechsten Mal in Folge den Bundesehrenpreis.[9]
- 2017 DLG-Preis für langjährige Produktqualität (Deutsche Landwirtschafts-Gesellschaft, 25. Mal in Folge).[10]
- Seit 2017 Kulinarischer Botschafter Niedersachsen.[11][12]

## Streuobstwiesenkooperationen
Das Unternehmen engagiert sich in der Neuanlage, Erhaltung und Pflege von Streuobstwiesen. Bis 2009 wurden in Niedersachsen 33 Streuobstwiesenkooperationen mit insgesamt 1.000 gepflanzten Apfelbäumen durchgeführt.
Das Unternehmen ist Hauptsponsor des Projektes „Internationaler Schulbauernhof“ mit dem Ziel, insbesondere jungen Menschen die Natur und nachhaltiges Wirtschaften näher zu bringen.

## Nachhaltigkeit
Nach eigenen Angaben möchte das Unternehmen die Dimensionen der Nachhaltigkeit (Ökologie, Ökonomie und Soziales) bestmöglich vereinen. Der Energiebedarf wird so zum Beispiel fast ausschließlich über ein eigenes Holzhackschnitzelheizwerk gewonnen. Zudem wurde eine eigene Abwasseraufbereitung gebaut. Seit 2015 ist die Firma CO2-neutral und bezieht seit 2017 Ökostrom. Das Unternehmen entschied sich 2018 auf den Einsatz von PET-Verpackungen zu verzichten. Neben der Firma sind auch alle beckers-bester-Produkte seit 2020 CO2-neutral.
Beckers Bester ist dem Bundesverband Nachhaltige Wirtschaft angeschlossen.